# Sklerodaktylie
Die Sklerodaktylie (von altgriechisch σκληρός sklēros, deutsch ‚hart‘ und altgriechisch δάκτυλος dáktylos, deutsch ‚Finger‘) ist eine Verhärtung (Sklerose) der Haut der Finger. Kennzeichnend ist die straff gespannte und verhärtete Haut über dünnen, blassen und haarlosen Fingern. Eine Sklerodaktylie kommt bei der systemischen Sklerose und dem CREST-Syndrom sowie angeboren als Hereditäre Sklerodaktylie vor.
Synonym: Akrosklerose

## Verbreitung
Die Häufigkeit ist nicht bekannt, die hereditäre Form wird wahrscheinlich autosomal-dominant vererbt.
Eine Sklerodaktylie findet sich bei:
- Sklerodermie (etwa 25 %)
- CREST-Syndrom (etwa 5 %), (Calcinosis - Raynaud-Phänomen - ösophageale Dysfunktion - Sklerodaktylie – Teleangiektasie)

sowie bei weiteren Erkrankungen und Syndromen:
- Diabetes mellitus[5]
- Huriez-Syndrom (Palmoplantare Hyperkeratose-Sklerodaktylie-Syndrom)
- POEMS-Syndrom
- Palmoplantarkeratose - kongenitale Alopezie, autosomal-rezessive Form (Katarakt - Alopezie - Sklerodaktylie)[6]
- Sharp-Syndrom (Mischkollagenose)
- Zöliakie[7]

und noch fraglichen neuen Syndromen.

## Differentialdiagnose
Abzugrenzen sind:
- Nephrogene systemische Fibrose
- Scleroedema adultorum Buschke
- Klassischer Lichen myxoedematosus